# Acrocercops orianassa
Acrocercops orianassa là một loài bướm đêm thuộc họ Gracillariidae. Nó được tìm thấy ở Ethiopia và Uganda.